# Гоупвелл (округ Бедфорд, Пенсільванія)
Гоупвелл (англ. Hopewell) — місто (англ. borough) в США, в окрузі Бедфорд штату Пенсільванія. Населення — 189 осіб (2020).

## Географія
Гоупвелл розташований за координатами 40°8′3″ пн. ш. 78°15′59″ зх. д. / 40.13417° пн. ш. 78.26639° зх. д. (40.134089, -78.266325).  За даними Бюро перепису населення США в 2010 році місто мало площу 0,30 км², з яких 0,29 км² — суходіл та 0,01 км² — водойми.

## Демографія
Згідно з переписом 2010 року, у селищі мешкало 230 осіб у 92 домогосподарствах у складі 53 родин. Густота населення становила 766 осіб/км².  Було 107 помешкань (356/км²).
Расовий склад населення:
| - 97,8 % — білих - 0,4 % — корінних американців - 0,4 % — чорних або афроамериканців - 1,3 % — осіб інших рас |

До двох чи більше рас належало 0,0 %. Частка іспаномовних становила 3,0 % від усіх жителів.
За віковим діапазоном населення розподілялося таким чином: 29,6 % — особи молодші 18 років, 53,0 % — особи у віці 18—64 років, 17,4 % — особи у віці 65 років та старші. Медіана віку мешканця становила 37,6 року. На 100 осіб жіночої статі у селищі припадало 84,0 чоловіків;  на 100 жінок у віці від 18 років та старших — 84,1 чоловіків також старших 18 років.
Середній дохід на одне домашнє господарство  становив 40 514 долари США (медіана — 40 417), а середній дохід на одну сім'ю — 49 628 доларів (медіана — 60 781). За межею бідності перебувало 23,4 % осіб, у тому числі 32,9 % дітей у віці до 18 років та 22,2 % осіб у віці 65 років та старших.
Цивільне працевлаштоване населення становило 117 осіб. Основні галузі зайнятості: транспорт — 22,2 %, виробництво — 19,7 %, роздрібна торгівля — 12,0 %, мистецтво, розваги та відпочинок — 10,3 %.